# Шахматная стратегия
Ша́хматная страте́гия — принципы и способы шахматной партии, охватывающие подготовку и осуществление систематического, последовательного развивающегося воздействия на позицию соперника.
Как совокупность общих принципов разыгрывания шахматных партий стратегия существует с момента возникновения самой игры. Вместе с тем, начиная с Филидора, складывается стратегия, основывающаяся на создании сначала пешечной, а затем общефигурной структуры шахматных позиций; высшей ступенью этой стратегии явилось позиционное учение Стейница.

## Элементы шахматной стратегии
Элементами стратегии шахматной борьбы являются: 
- оптимальная для данной ситуации расстановка фигур,
- концентрация их на важном участке борьбы и обеспечение взаимодействия между ними,
- создание максимальных трудностей другой стороне в выполнении поставленных задач,
- овладение пространством, особенно в центре, или контроль над ним и стеснение фигур противной стороны, либо подрыв центра противника,
- гармоничное, взаимосвязанное расположение пешек и ослабление их у другой стороны,
- создание «хороших» фигур у себя и «плохих» у соперника,
- захват открытых или полуоткрытых линий и ключевых полей.

Совокупность этих элементов в каждый момент партии с учётом возможных конкретных предложений даёт возможность оценить позицию, на основании чего и определяется план игры.

## Взаимосвязь стратегии и тактики
Стратегия требует размышления, тактика — проницательного взгляда.Макс Эйве
Стратегия органически связана с тактикой шахматной игры, использует её приёмы для достижения стратегических целей, а также создаёт структурную основу для нанесения тактических ударов, осуществления комбинаций. 
Стратегия всегда абстрактна, тогда как тактика — конкретна. Партии, сыгранные в русле стратегических планов, относятся к позиционным; сыгранные в тактическом стиле — к комбинационным.  